# Dolno Aglartsi
Dolno Aglartsi (en macédonien Долно Агларци) est un village du sud de la Macédoine du Nord, situé dans la municipalité de Novatsi. Le village comptait 167 habitants en 2002.

## Démographie
Lors du recensement de 2002, le village comptait :
- Macédoniens : 167